# Nova (deutsche Automarke)
Nova war eine deutsche Automarke.

## Unternehmensgeschichte
Axel Luley aus Nabburg gründete 1986 ein Unternehmen zur Produktion von Automobilen. Der Markenname lautete Nova. Etwa 1990 endete die Produktion nach 26 hergestellten Exemplaren.

## Fahrzeuge
Basis der Fahrzeuge war das Fahrgestell vom VW Käfer. Darauf wurde eine Karosserie aus GFK montiert. Die verwendeten Motoren leisteten zwischen 50 und 375 PS. Die Ausstattung erfolgte nach Kundenwunsch.